# Académie Mohammed VI de football
L'académie Mohammed VI de football (en arabe : أكاديمية محمد السادس لكرة القدم) est un centre de formation de football marocain inauguré en 2009 par le roi Mohammed VI.

## Historique
À la suite du constat que le football professionnel marocain manquait de souffle et de rayonnement, le roi Mohammed VI propose la création d’un centre de formation qui serve de modèle national en s’alignant sur les modes de gouvernance en vigueur dans les clubs de football internationaux, tant sur le plan juridique, de la formation, de l’encadrement, du financement et des infrastructures.
Le 14 mai 2008, le roi Mohammed VI annonce la construction de l’académie Mohammed VI de football, un projet dont la construction nécessite un investissement de 140 millions de dirhams (13 millions d’euros). La réalisation du projet est confiée à la Compagnie générale immobilière (CGI). L’intégralité est financée par les entreprises privées BMCE Bank, Maroc Telecom, la fondation CDG, le groupe Addoha, Wafa Assurance et Marjane,. L’architecture a été conçue par le cabinet Groupe 3 Architectes. L’académie est présidée par Mounir Majidi, le secrétaire particulier du roi Mohammed VI, qui préside également le FUS omnisports de Rabat.
En septembre 2009, 45 enfants âgés de 12 à 13 ans forment la première promotion de l’académie.
De 2008 à 2014, la direction technique est assurée par Nasser Larguet qui a dirigé, de 1990 à 2005, les centres de formation du FC Rouen, de l’AS Cannes, de SM Caen et du RC Strasbourg. En 2009, Pascal Théault, ancien entraîneur du SM Caen puis entraîneur et directeur de l'académie Mimosifcom (Côte d'Ivoire), rejoint l’académie pour épauler le directeur technique Nasser Larguet.
En mai 2010, l’équipe de l’académie Mohammed VI de football remporte la première édition du tournoi international Moulay El Hassan de football des moins de 13 ans.
En décembre 2013, l’académie Mohammed VI de football se classe 3e au Tournoi International d’Abidjan (TIDA 2013_U18) face au FC Barcelone.
En décembre 2019, L'académie Mohammed VI signe une coopération technique de 3 ans avec l'Olympique Lyonnais.

## Organisation
Situé à Salé près de Rabat, le campus, qui s’étend sur une superficie de 18 hectares, est composé de 5 pôles pour accueillir et encadrer ses élèves,:
- Pôle hébergement : 30 chambres doubles, 4 chambres individuelles, 2 dortoirs, des espaces de vie et de détente, une cuisine et un réfectoire avec une capacité de 100 couverts
- Pôle pédagogique : 10 salles de cours, 1 salle informatique
- Pôle médico-sportif : 1 salle de musculation, 4 vestiaires, 1 cabinet médical, 1 cellule de kinésithérapie, 1 bassin de balnéothérapie
- Pôle technique : 5 terrains de football (dont 3 avec gazon synthétique et labellisés 2 étoiles par la FIFA[13])
- Pôle administratif : Plateaux de bureaux pour les responsables et les entraîneurs, 1 salle polyvalente de 100 places, 1 mosquée

Les formations sont d’une durée de 7 ans. L’académie fonctionne sur un modèle “sport-études” similaires aux centres de formation européens. Les formations se divisent en 3 sections :
- Préformation pour les minimes (12-14 ans)
- Spécialisation pour les cadets (14-16 ans)
- Professionnalisation des juniors (16-18 ans)

L’objectif est de former les élèves au métier de footballeur professionnel, de produire des joueurs de qualité internationale.
L’académie est une association reconnue d'utilité publique à but non lucratif : tous les bénéfices générés par des ventes de joueurs sont réinjectés dans l’académie, ses infrastructures et ses nouvelles recrues. A caractère social, l’académie a pour ambition de détecter les meilleurs joueurs toutes catégories sociales confondues, ce qu’elle fait à travers un réseau de détecteurs permanents présents dans chaque région du pays.
L’Académie Mohammed VI de football propose également une école de football pour les 6-12 ans, école qui compte 800 élèves et dont l’intérêt est d’offrir un enseignement footballistique de qualité, et de repérer les jeunes talents.

## Joueurs formés
- Génération 1993 :
  - Adnane El Assimi (départ au Moghreb Atlético Tetuán)
- Génération 1994 :
  - Adam Ennafati (départ au   LOSC Lille)
  - Mohamed Chikhi (départ au  Chamois niortais FC)
  - Badreddine Benachour (départ au Wydad AC)
  - Mohamed Saidi (départ au Moghreb Atlético Tetuán)
- Génération 1995 :
  - Aymane Majid (départ au Fath Union Sports)
- Génération 1996 :
  - Ahmed Reda Tagnaouti (départ à la RS Berkane)
  - Nayef Aguerd (départ au Fath Union Sports)
- Génération 1997 :
  - Youssef En-Nesyri[16] (départ au  Málaga CF)
  - Hamza Mendyl[17] (départ au  LOSC Lille)
  - Zakaria Nassik (départ au Kawkab Marrakech)
  - Hamza Regragui (départ au  Málaga CF)
  - Soulaiman El Amrani (départ au  Málaga CF)
- Génération 1998 :
  - Fahd Daifi (départ au Kawkab Marrakech)
  - Anas Bach (départ au Fath Union Sports)
  - Hicham Boussefiane (départ au  Málaga CF)
- Génération 1999 :
  - Abdel Abqar (départ au  Málaga CF)
  - Oussama Falouh[18] (départ au  RC Strasbourg)
- Génération 2000 :
  - Abdelwahed Wahib[19] (départ au  Havre AC)
  - Aymane Mourid[20] (départ au  CD Leganés)
  - Azzedine Ounahi (départ au  RC Strasbourg)
  - Amine Zouhzouh (départ à  Angers SCO)
  - Saifeddine Bouhra (départ au Rapide Oued Zem)
- Génération 2001 :
  - Haytam Manaout (départ à l'US Touarga)
  - Adil Tahif[21] (départ au  CD Leganés)
  - Omar El Amrani[22] (départ au  Málaga CF)
  - Hamza Ait Allal (départ au Rapide Oued Zem)
  - Abdallah Haimoud (départ au Wydad AC)
  - Hamza Bousqal[23] (départ à l'US Touarga)
  - Ayman Ouhatti[24] (départ à  Amiens SC)

- Génération 2002 :
  - Alaa Bellaarouch[25] (départ au  RC Strasbourg)
  - Oussama Targhalline[26] (départ à  l'Olympique de Marseille)
  - Akram Nakach[27] (départ à l'US Touarga)
  - Tawfik Bentayeb (départ à l'US Touarga)
- Génération 2003 :
  - Mohamed Amine Essahel[28] (départ au  KAS Eupen)
  - Othmane Chraibi[28] (départ au  FC Metz)
  - Ismail Laghzali[29] (départ à l'IR Tanger)
  - Anas Nanah[30] (départ au  KAS Eupen)
  - Abdellah Bentayg[31] (départ au Fath Union Sports)
- Génération 2004 :
  - Ayoub Hammami[32] (départ au  Girona FC)
  - Omar Sadik[33] (départ au  RCD Espanyol)
- Génération 2005 :
  - Yassine Khalifi[34] (départ au  LOSC Lille)
  - Ahmed Khatir (départ au  SK Beveren)
  - Reda Madih (converti au futsal, devenu international marocain)
  - Mouad Dahak (départ à l'US Touarga)
- Génération 2006 :
  - Taha Benrhozil
  - Hamza Koutoune
  - Abdelhamid Ait Boudlal
  - Adam Chakir
  - Fouad Zahouani
  - Said Errafiy
  - Hamza El Motaouakkel